# Aeropuerto de Chimoré
El Aeropuerto Internacional de Chimoré es un aeropuerto boliviano ubicado en la ciudad de Chimoré en el departamento de Cochabamba. Funcionaba como una base militar de Estados Unidos hasta el 2006. Fue reinaugurado como aeropuerto el 17 de octubre de 2015, la construcción tuvo un costo de 34,5 millones de dólares. Tiene vuelos regulares a Cochabamba realizada por la Boliviana de Aviación (BoA).